# IV. třída okresu Jihlava
IV. třída okresu Jihlava tvořila společně s ostatními skupinami čtvrté třídy nejnižší (desátou nejvyšší) fotbalovou soutěž v České republice. Byla řízena Okresním fotbalovým svazem Jihlava. Hrála se každý rok od léta do jara se zimní přestávkou, počet účastníků nebyl stálý. Zanikla po sezoně 2016/17. Vítěz postupoval do III. třídy okresu Jihlava.

## Vítězové

### IV. třída okresu Jihlava skupina A
| Ročník    | Vítězný tým                          |
| --------- | ------------------------------------ |
| 2003/2004 | SK Buwol Metal Luka nad Jihlavou „B“ |
| 2004/2005 | TJ Sklo Bohemia Antonínův Důl        |
| 2005/2006 | TJ Kozlov                            |
| 2006/2007 | TJ Ždírec                            |
| 2007/2008 | FC Bítovčice „B“                     |
| 2008/09   | Soutěž se nehrála.                   |
| 2009/10   | Soutěž se nehrála.                   |
| 2010/11   | Soutěž se nehrála.                   |
| 2010/2011 | TJ Sapeli Polná „B“                  |
| 2011/2012 | SK Střížov                           |
| 2013/2014 | TJ Skalka Brzkov                     |
| 2014/2015 | TJ Větrný Jeníkov                    |
| 2015/2016 | TJ Sokol Jamné „B“                   |
| 2016/2017 | SK Kamenice 1933                     |
| 2017/18   | Soutěž byla zrušena.                 |

### IV. třída okresu Jihlava skupina B
| Ročník     | Vítězný tým             |
| ---------- | ----------------------- |
| 2003/2004  | TJ 1. máj Hybrálec „B“  |
| 2004/2005  | SK Pavlov               |
| 20053/2006 | TJ Sokol Stonařov „B“   |
| 2006/2007  | FC Vysočina Jihlava „C“ |
| 2007/2008  | TJ Střítež              |
| 2008/09    | Soutěž se nehrála.      |
| 2009/10    | Soutěž se nehrála.      |
| 2010/11    | Soutěž se nehrála.      |
| 2011/2012  | TJ Cejle „B“            |
| 2012/2013  | 1. FC Batelov „B“       |
| 2013/2014  | SK Telč „C“             |
| 2014/2015  | SK Telč „C“             |
| 2015/2016  | SK Mrákotín             |
| 2016/2017  | SK Telč „B“             |
| 2017/18    | Soutěž byla zrušena.    |